# Mitrephora
Mitrephora is een geslacht uit de familie Annonaceae. De soorten komen voor van (sub)tropisch Azië tot in Noordoost-Australië.

## Soorten
- Mitrephora alba Ridl.
- Mitrephora amdjahii Weeras. & R.M.K.Saunders
- Mitrephora andamanica Thoth. & D.Das
- Mitrephora basilanensis Merr.
- Mitrephora cagayanensis Merr.
- Mitrephora calcarea Diels ex Weeras. & R.M.K.Saunders
- Mitrephora chulabhorniana Damth., Aongyong & Chaowasku
- Mitrephora clemensiorum Weeras. & R.M.K.Saunders
- Mitrephora diversifolia (Span.) Miq.
- Mitrephora endertii Weeras. & R.M.K.Saunders
- Mitrephora ferruginea Boerl. ex Koord.-Schum.
- Mitrephora fragrans Merr.
- Mitrephora glabra Scheff.
- Mitrephora grandiflora Bedd.
- Mitrephora harae H.Ohashi
- Mitrephora heyneana (Hook.f. & Thomson) Thwaites
- Mitrephora imbricatarum-apicum H.Okada
- Mitrephora keithii Ridl.
- Mitrephora korthalsiana Miq.
- Mitrephora kostermansii Weeras. & R.M.K.Saunders
- Mitrephora lanotan (Blanco) Merr.
- Mitrephora longipetala Miq.
- Mitrephora macclurei Weeras. & R.M.K.Saunders
- Mitrephora macrocarpa (Miq.) Weeras. & R.M.K.Saunders
- Mitrephora maingayi Hook.f. & Thomson
- Mitrephora monocarpa R.M.K.Saunders & Chalermglin
- Mitrephora multifolia Elmer ex Weeras. & R.M.K.Saunders
- Mitrephora obtusa (Blume) Hook.f. & Thomson
- Mitrephora pallens Jovet-Ast
- Mitrephora petelotii Weeras. & R.M.K.Saunders
- Mitrephora phanrangensis Weeras. & R.M.K.Saunders
- Mitrephora pictiflora Elmer
- Mitrephora poilanei Weeras. & R.M.K.Saunders
- Mitrephora polypyrena (Blume) Zoll.
- Mitrephora reflexa Merr.
- Mitrephora rufescens Ridl.
- Mitrephora samarensis Merr.
- Mitrephora simeuluensis Weeras. & R.M.K.Saunders
- Mitrephora sirikitiae Weeras., Chalermglin & R.M.K.Saunders
- Mitrephora sorsogonensis Elmer ex Weeras. & R.M.K.Saunders
- Mitrephora sundaica Weeras. & R.M.K.Saunders
- Mitrephora tomentosa Hook.f. & Thomson
- Mitrephora uniflora Weeras. & R.M.K.Saunders
- Mitrephora vittata Weeras. & R.M.K.Saunders
- Mitrephora vulpina C.E.C.Fisch.
- Mitrephora wangii Hu
- Mitrephora weberi Merr.
- Mitrephora williamsii C.B.Rob.
- Mitrephora winitii Craib
- Mitrephora woodii Weeras. & R.M.K.Saunders